# Ужень
Ужень — река в России, протекает по Молоковскому и Бежецкому районам Тверской области. Устье реки находится в 12 км по правому берегу реки Мелечи. Длина реки составляет 35 км, площадь водосборного бассейна — 251 км².

## Данные водного реестра
По данным государственного водного реестра России относится к Верхневолжскому бассейновому округу, водохозяйственный участок реки — Молога от истока и до устья, речной подбассейн реки — Реки бассейна Рыбинского водохранилища. Речной бассейн реки — (Верхняя) Волга до Куйбышевского водохранилища (без бассейна Оки).
Код объекта в государственном водном реестре — 08010200112110000005484.

### Притоки
(указано расстояние от устья)
- 15 км: река Кончинка (пр)
- 15,4 км: река Середа (пр)